# OSB-skiva

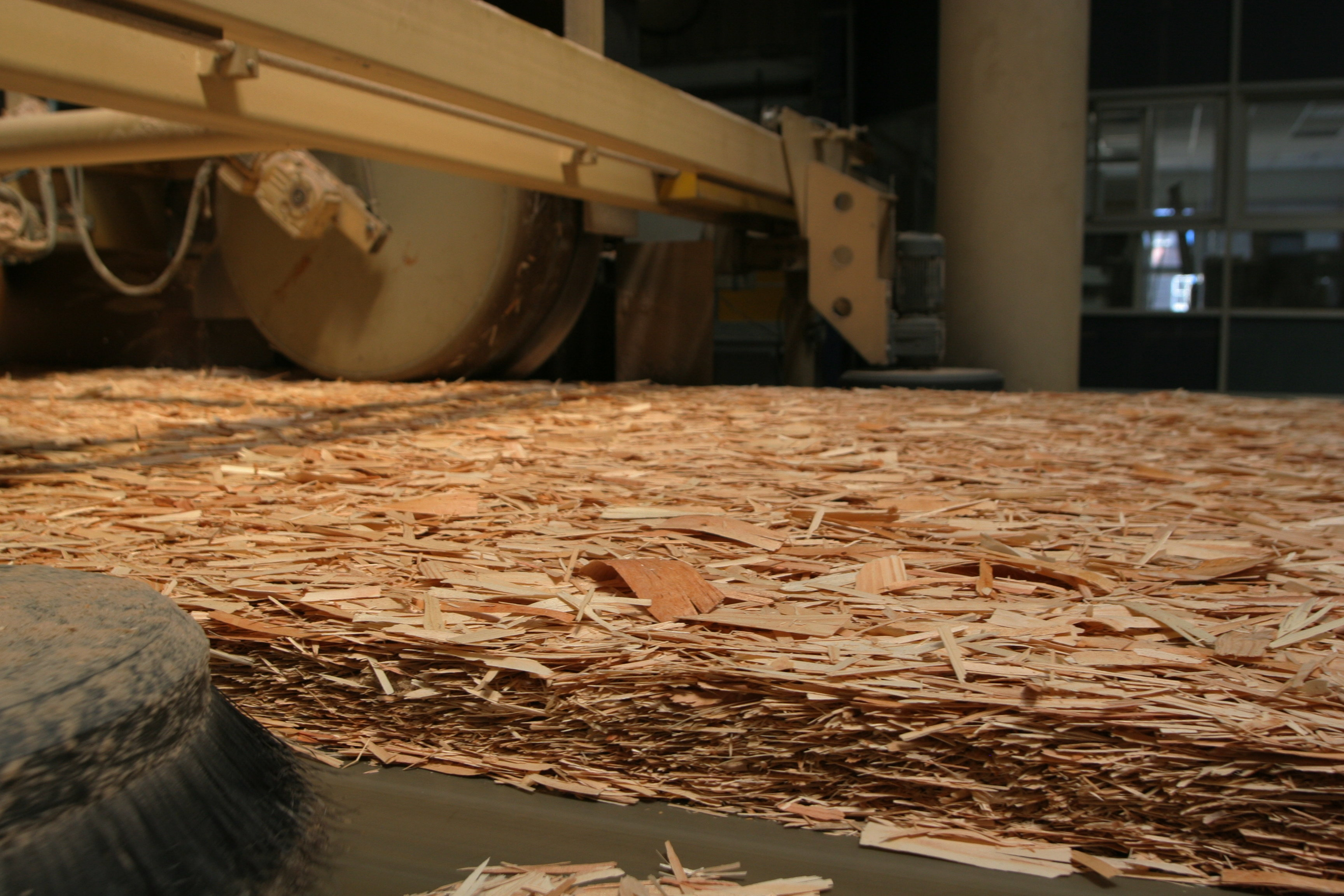
OSB-skiva i tillverkningsprocessen före pressning

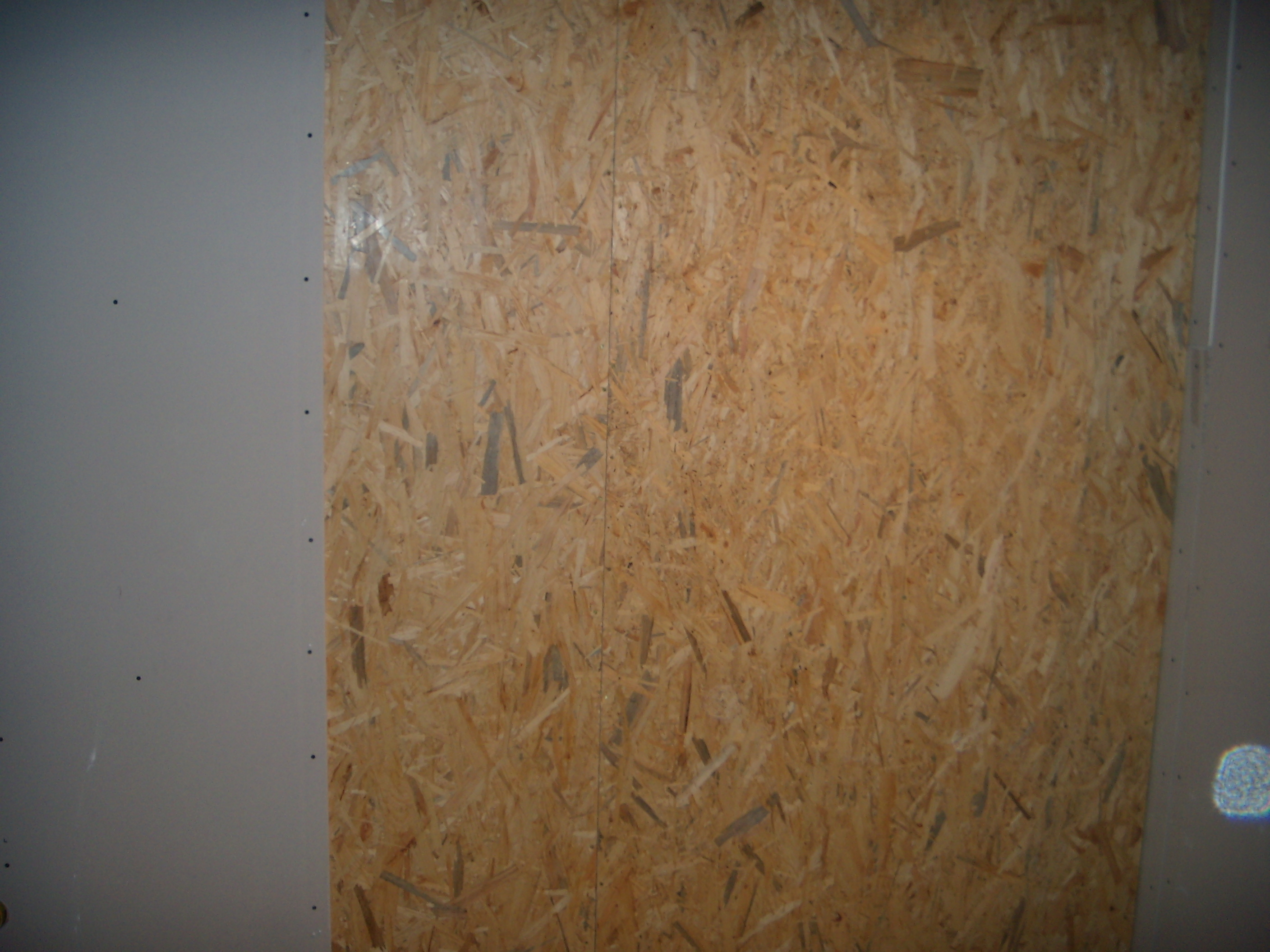
OSB-skivor på regelvägg bakom gipsskiva

OSB (oriented strand board) är en typ av träfiberskiva som tillverkas genom limpressning.
OSB används bland annat som underlag till att skruva gipsskivor mot för att få en vägg som tål en större belastning. OSB har ett lägre pris än plywood men tack vare sin uppbyggnad är den styvare än exempelvis vanlig spånskiva. Detta ger den vissa fördelar i byggsammanhang. Densiteten för en skiva på marknaden kan vara t.ex. på 591 kg/m³.